# Brasso (product)

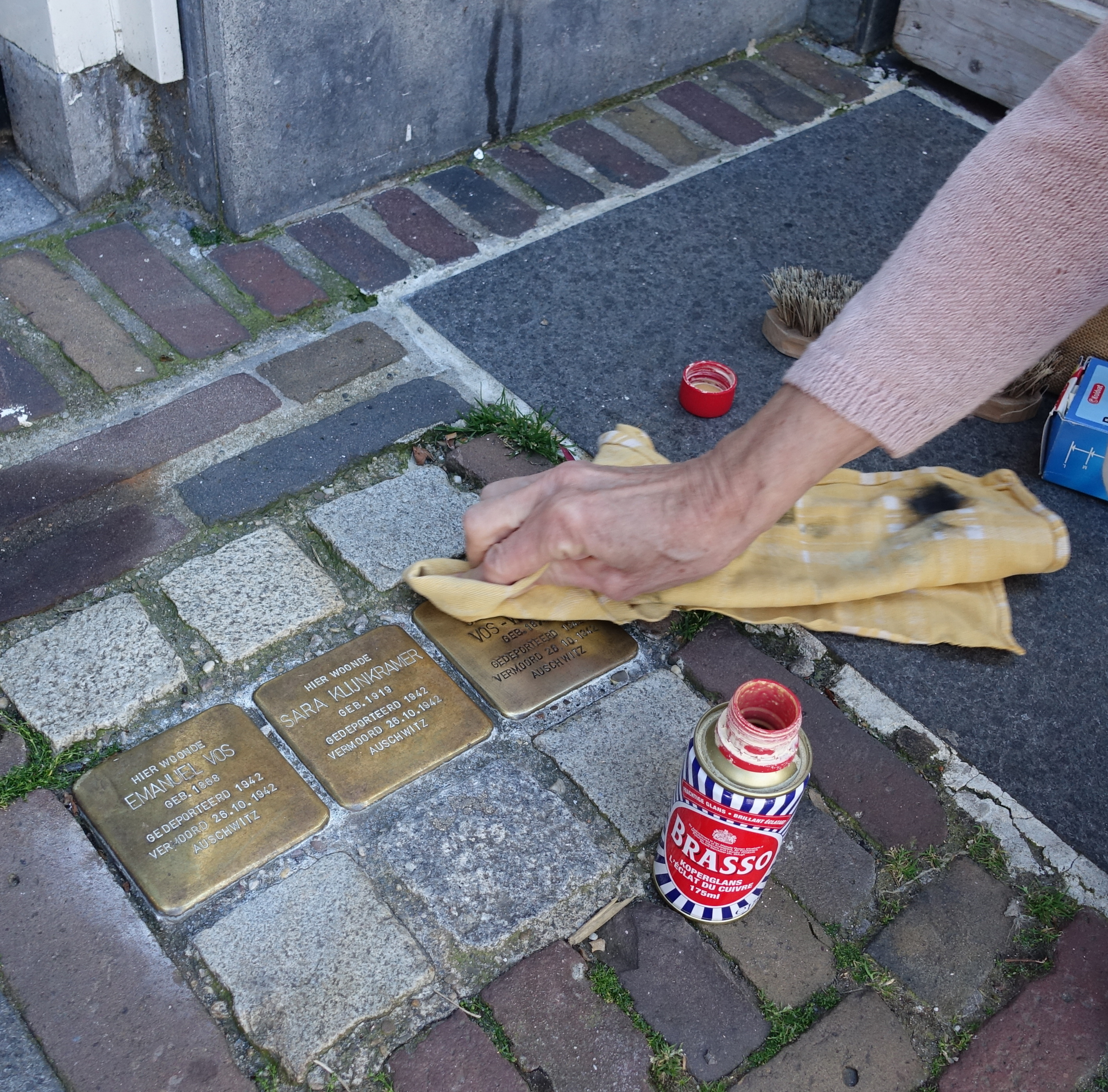
Brasso in gebruik voor het poetsen van Stolpersteine

Brasso is een polijstmiddel (koperpoets) voor metaal, bedoeld voor het verwijderen van aanslag van messing, koper, chroom en roestvrij staal. Het is verkrijgbaar als vloeistof maar ook als geïmpregneerde watten. Het wordt ook wel gebruikt voor het polijsten van zinken etsplaten.

## Geschiedenis
Brasso werd in 1905 in Groot-Brittannië geïntroduceerd. In het begin van de twintigste eeuw bezocht een handelsreiziger van de Britse multinational Reckitt de Australische tak van het bedrijf en ontdekte daar een polijstmiddel in gebruik. Monsters uit Australië en uit de VS werden vervolgens geanalyseerd door de chemici van Reckitt. Het resulterende product onder de naam Brasso werd in eerste instantie verkocht aan de spoorwegen, ziekenhuizen en aan grote winkels.
Het middel kwam op steeds grotere schaal beschikbaar. Door de aanwezigheid van petrochemische componenten in het mengsel had het middel een vlampunt van 24°C. Daardoor werd het door de Engelse spoorwegmaatschappijen geclassificeerd als een gevaarlijke stof. Deze classificatie maakte het mogelijk meer in rekening te brengen voor het transport van Brasso. De fabrikant, Reckitt, vroeg hercategorisatie aan in de hoop dat de kosten verlaagd zouden worden, maar de spoorwegen waren het daar niet mee eens. Na een hoorzitting die twee dagen duurde, besloten de Railway and Canal Commissioners in het voordeel van de spoorwegmaatschappijen. Brasso bleef geclassificeerd als een gevaarlijke stof voor het vervoer per trein.

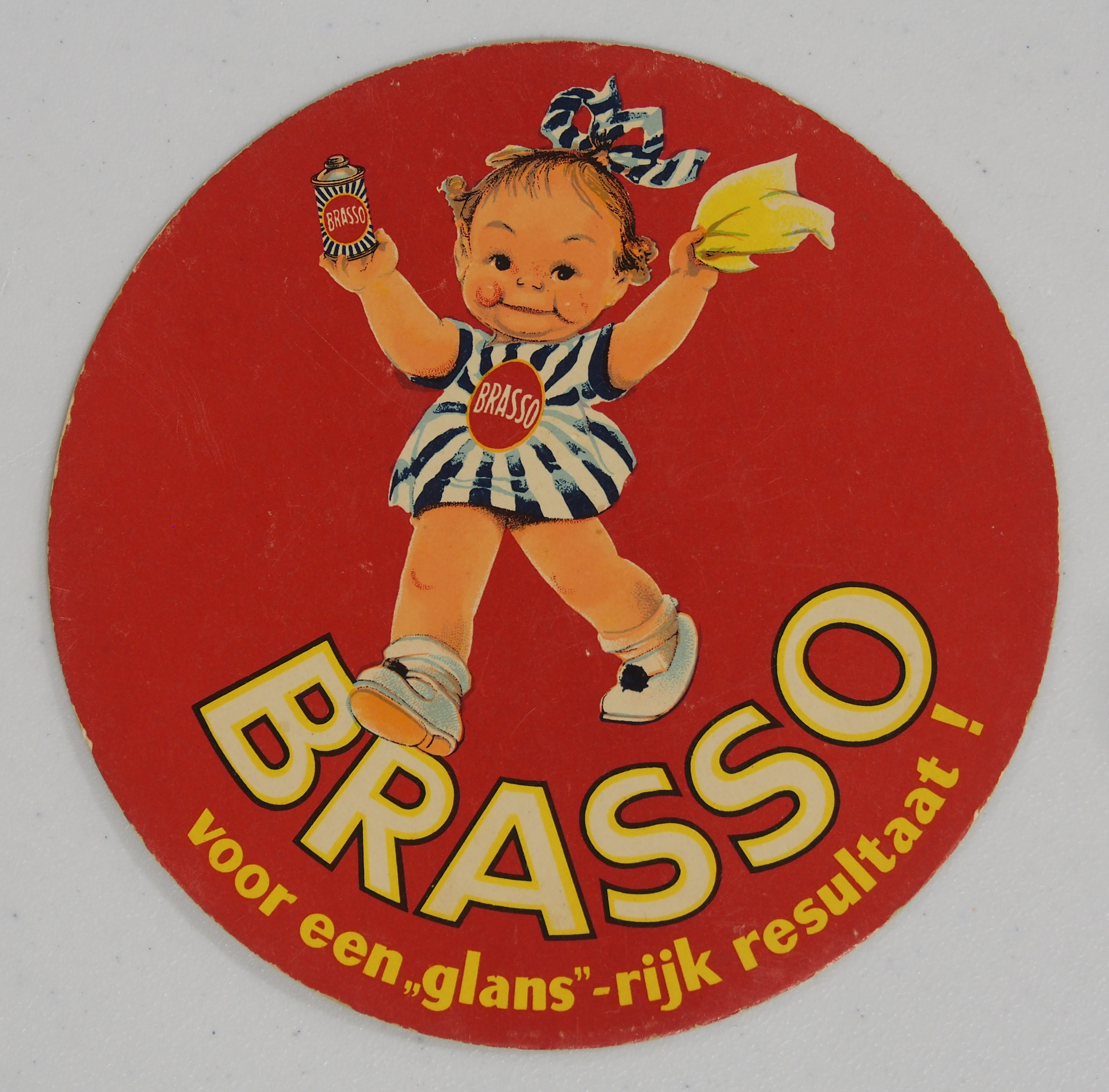
Kartonnen reclamebordje van Brasso

Het middel werd zeer populair in Groot-Brittannië, zodat het andere poetsmiddelen van de markt verdrong. Het middel heeft sindsdien weinig veranderingen ondergaan in samenstelling of ontwerp van de verpakking.

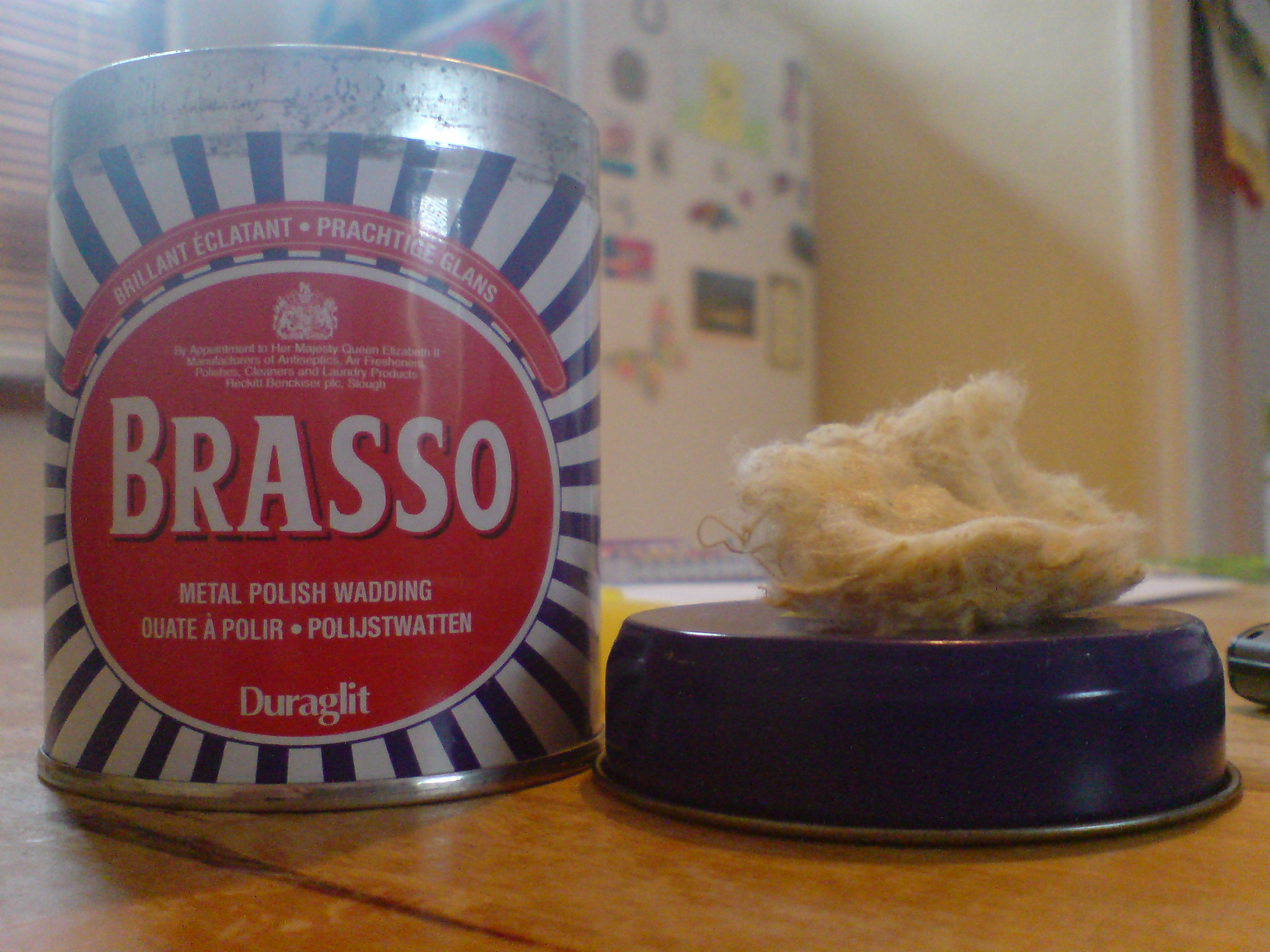
Een blik Brasso met geïmpregneerde watten

De samenstelling van het product werd in 2008 gewijzigd in de VS, om te voldoen aan de Amerikaanse wetgeving op het gebied van vluchtige organische stoffen. De metalen fles werd vervangen door een plastic variant.
In Nederland zijn de metalen flessen in 2019 nog te koop. De Brassoblikjes en reclameobjecten voor Brasso worden verzameld als een typisch voorbeeld van klassiek Brits reclameontwerp.

## Ingrediënten
Het label van de Australische Brasso bevatte in 2013 de ingrediënten vloeibare koolwaterstoffen 630 g/l en ammoniak 5 g/l. Voor Noord-Amerika wordt vermeld: isopropyl alcohol 3-5%, ammoniak 5-10%, silicapoeder 15-20% en oxaalzuur 0-3%. De Australische versie bevat kaolien in plaats van silica als schuurmiddel.
De gegevens voor Brassowatten bevatten volgens de online website: C8-10 alkaan / cycloalkaan / aromatische koolwaterstoffen, kwarts, C14-18 en C16-18, onverzadigde vetzuren, kaolien, water,  ammoniumhydroxide en ijzerhydroxide. Brassovloeistof bevat een iets ander mengsel.
Op de Nederlandse flesjes staan in 2019 de labels "milieugevaarlijk" en "irriterend". Als ingrediënten zijn vermeld: 30% alifatische koolwaterstoffen, 5-15% aromatische koolwaterstoffen, < 5% zeep. Het product ruikt sterk naar ammoniak. Een veiligheidsinformatieblad uit 2012 meldt 60-100% met waterstof ontzwavelde kerosine, 5-10% siliciumdioxide en 0,25-1% watervrije ammoniak. Het vlampunt bedraagt volgens dit blad 31°C.

## Andere toepassingen
Naast toepassing voor het polijsten van metaal, kan Brasso ook worden gebruikt voor het polijsten van krassen in kunststof:
- voor CD's, DVD's, computerschermen en zwembaden
- om krassen te verwijderen van LEGO minifiguren
- om krassen te verwijderen van acrylkristallen op horloges

Brasso kan ook gebruikt worden om kleine, witte verkleuringen te verwijderen van gepolitoerde oppervlakken. Het oppervlak moet goed worden schoongemaakt en in de was gezet na deze behandeling. Het wordt ook gebruikt voor het polijsten van bakeliet, zoals dat in oude telefoons werd gebruikt.

## Silvo
Silvo is een soortgelijk product, bedoeld voor het polijsten van zilver en goud. Het wordt gemaakt door dezelfde fabrikant en zit in een soortgelijke verpakking met overwegend blauw in plaats van rood. Brasso mag niet worden gebruikt op zilver of goud.